# Sotoo Okushiba
Sotoo Okushiba (jap. 奥芝 外雄 Okushiba Sotoo; * 29. November 1945) ist ein ehemaliger japanischer Skilangläufer.
Okushiba, der an der Nihon-Universität studierte, gewann bei der Winter-Universiade 1964 in Špindlerův Mlýn und bei der Winter-Universiade 1968 in Innsbruck jeweils die Silbermedaille mit der Staffel. Bei seiner einzigen Teilnahme an Olympischen Winterspielen im Februar 1968 in Grenoble belegte er den 38. Platz über 50 km und zusammen mit Tokio Satō, Kazuo Satō und Akiyoshi Matsuoka den zehnten Platz in der Staffel.